# Otradnoje (przystanek kolejowy w obwodzie moskiewskim)
Otradnoje (ros. Отрадное) – przystanek kolejowy w miejscowości Odincowo, w rejonie odincowskim, w obwodzie moskiewskim, w Rosji. Położony jest na linii Moskwa – Mińsk – Brześć.